# J busz (Budapest)
A budapesti J jelzésű autóbusz a Moszkva tér és a János-hegyi Kilátó között közlekedett. A vonalat a Budapesti Közlekedési Vállalat üzemeltette.

## Története
1953-ban és 1954-ben 21B jelzésű járat közlekedett a Szabadság-hegy (mai Svábhegy) és János-hegy között. 1955. július 9-étől október 16-áig J jelzéssel közlekedett a Corvin áruház és a János-hegyi Kilátó között. 1959. június 27-én K jelzéssel indult el újra azonos útvonalon, de csak napi három indulással. Idényjárat jellege miatt szeptember 6-án megszűnt. 1960. május 1-jétől újra K jelzéssel közlekedett a Nemzeti Színház (ma Blaha Lujza tér) és a János-hegyi Kilátó között. 1960. augusztus 1-jén a 121-es jelzést kapta, majd november 13-án megszűnt. 1961. március 12-én indították újra, 1962. április 29-étől már szombaton is indították. 1962. május 6-án 121Y jelzésű járatot is forgalomba helyeztek a 121-estől kissé eltérő útvonalán, de szintén köztes megállók nélkül. Az utasok kérésére 1962. június 16-ától a 121-es és a 121Y buszok is kaptak köztes megállókat. 1962. szeptember 23-án a 121Y buszok megszűntek, a 121-esek pedig újra csak munkaszüneti nap jártak. 1965. október 10-én belvárosi végállomása útépítés miatt a Madách térre került, majd 1966. június 1-jén a J jelzést kapta. Végállomása 1972. február 18-án a Moszkva térre került. 1977. január 1-jén a J jelzést kapta. 1988. június 26-án megszűnt.

## Megállóhelyei
| 0 | Moszkva tér végállomás (ma: Széll Kálmán tér M) | 4 | 4, 6, 18, 56, 59, 61 5, 5, 12, 12A, 12, 16, 16A, 21, 22, 22, 28, 39, 49, 56, 56E, 84, 128, 156 | 4, 6, 18, 56, 59, 61 5, 5, 12, 12A, 16, 16A, 21, 21, 22, 22, 28, 39, 49, 56, 56E, 84, 116, 128, 156, 158 |
| 1 | Déli pályaudvar                                 | 3 | 18, 59, 61 5, 5, 12, 21, 39, 102 Budapest-Déli                                                 | 18, 59, 61 5, 5, 12, 21, 21, 39, 102 Budapest-Déli                                                       |
| 2 | Normafa                                         | 2 | 90, D                                                                                          | 90, 190                                                                                                  |
| 3 | Előre állomás                                   | 1 | D Úttörővasút                                                                                  | 190 Úttörővasút                                                                                          |
| 4 | János-hegyi Kilátó végállomás                   | 0 | D Libegő Úttörővasút                                                                           | 190 Libegő Úttörővasút                                                                                   |